# E-SDS
Az e-SDS, más néven extended MSDS, azaz kibővített biztonsági adatlap a kémiai biztonságról szóló dokumentum.
Az 1907/2006/EK REACH rendelet előírja, hogy azokhoz az anyagokhoz, amelyeket:
- évi 10 tonnánál nagyobb mennyiségben gyártanak és
- veszélyesnek minősülnek,

expozíciós forgatókönyveket kell készíteni.
Ezeket az expozíciós forgatókönyveket mellékletként csatolni kell a biztonsági adatlaphoz, így létrejön az úgynevezett kibővített biztonsági adatlap (e-SDS).

## Hasznos információk
- A továbbfelhasználók feladatai a REACH-ben
- A kémiai biztonsági értékelésről